# Neoxabea formosa
Neoxabea formosa är en insektsart som först beskrevs av Walker, F. 1869.  Neoxabea formosa ingår i släktet Neoxabea och familjen syrsor. Inga underarter finns listade i Catalogue of Life.